# 1435
1435 (MCDXXXV) fue un año común comenzado en sábado del calendario juliano.

## Acontecimientos
- 21 de septiembre - Tratado de Arras. Carlos VII de Francia se reconcilia con Felipe III de Borgoña.

## Nacimientos
- 23 de junio - Francisco II de Bretaña, Duque de Bretaña.

## Fallecimientos
- Zheng He, almirante chino
- 30 de agosto Pablo de Santa María , Selemoh-Ha Leví, conocido como "El Burgense judío converso, consejero de Enrique III, escritor teológico y comentarista bíblico, obispo de Cartagena y de Burgos.